# Voki
Voki – wieś w Estonii, w prowincji Võru, w gminie Vastseliina.